# Malackahalvön

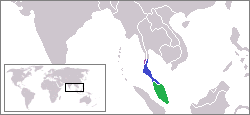
Lokaliseringskarta

Malackahalvön (även Malajahalvön; Semenanjung Malaysia på malajiska) är en långsmal halvö i södra delen av Sydostasien. Den utgår från Indokina via Kranäset och löper ner söderut mot Indonesien mellan Andamansjön i väster och Thailandviken och Sydkinesiska havet i öster. Halvön utgör geologiskt en fortsättning på bergskedjan Tenasserim. Södra delen av halvön är en del av staten Malaysia, Västmalaysia. Längst i norr finns Myanmars och Thailands sydligaste områden, medan den södra delen av halvön förbinds med Singapore via en bro. Västerut, på andra sidan Malackasundet, ligger den indonesiska ön Sumatra. Namnet Malacka återfinns även som staden Melaka.
Malackahalvöns ursprungliga natur finns fortfarande bevarad i en rad nationalparker och skyddade områden. Här finns bland annat uråldriga låglandsregnskogar och bergsregnskogar med ett stort antal speciella djur- och växtarter. Vid öar och korallrev utanför Malackahalvöns kuster finns stor biologisk mångfald med unika näringsvävar och anpassningar mellan olika arter.
Den sydligaste udden Kap Piai är det asiatiska fastlandets sydligaste punkt och tillhör världens yttersta platser.

## Länder
- Thailand (inte hela landet)
- Burma (inte hela landet)
- Malaysia (inte hela landet)

Däremot ingår inte landet Singapore, som endast består av öar och således inte utgör del av halvön.